# Corythoxestis
Corythoxestis is een geslacht van nachtvlinders uit de familie Gracillariidae, de mineermotten.
Het geslacht omvat volgende soorten:
- Corythoxestis aletreuta (Meyrick, 1936)
- Corythoxestis cyanolampra Vári, 1961
- Corythoxestis pentarcha (Meyrick, 1922)
- Corythoxestis praeustella (van Deventer, 1904)
- Corythoxestis sunosei (Kumata, 1998)
- Corythoxestis tricalysiella Kobayashi, Huang & Hirowatari, 2013
- Corythoxestis yaeyamensis (Kumata, 1998)